# Indústria automotiva na China

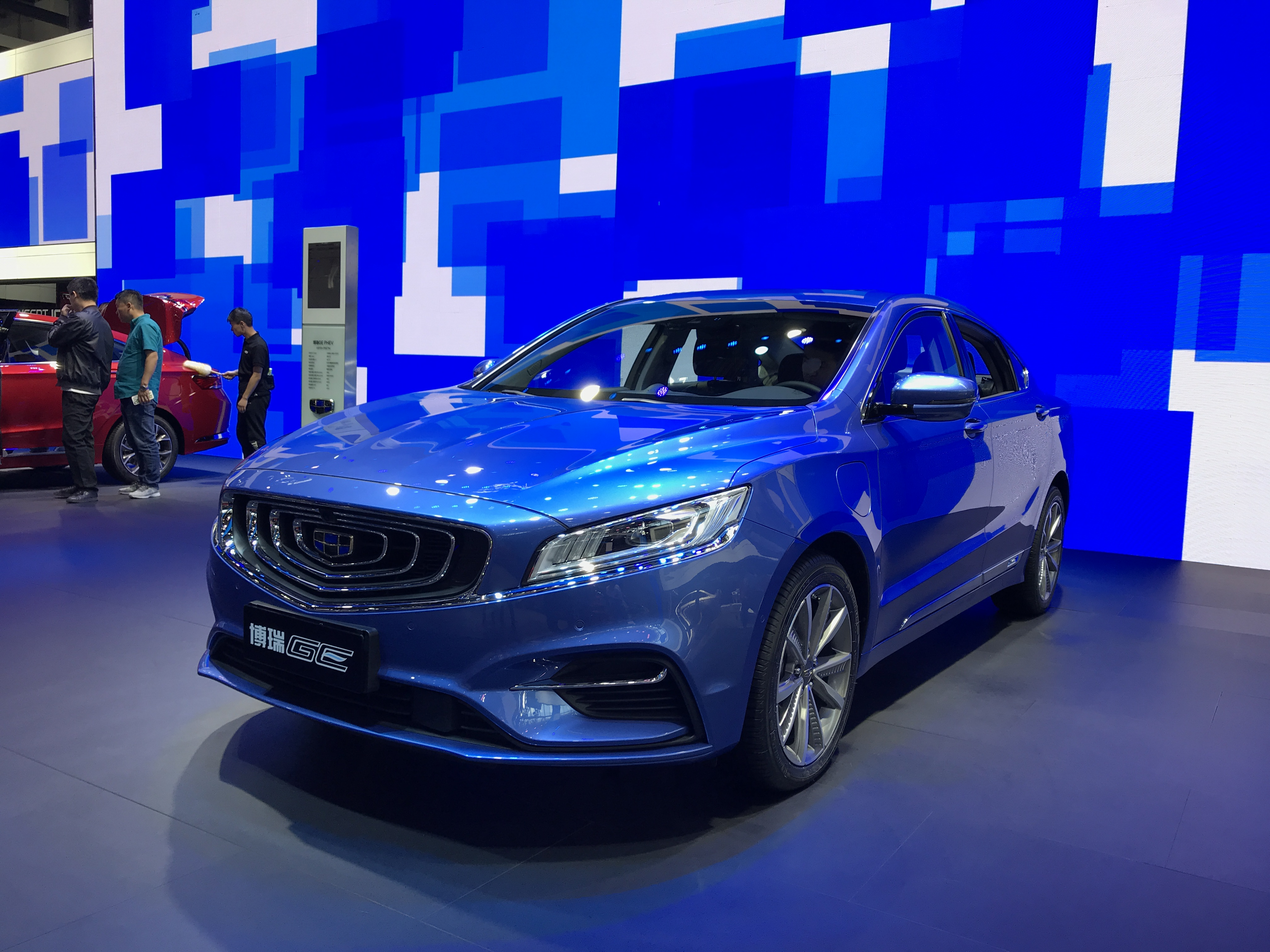
Geely Borui foi nomeado 2016 China "Carro do Ano"

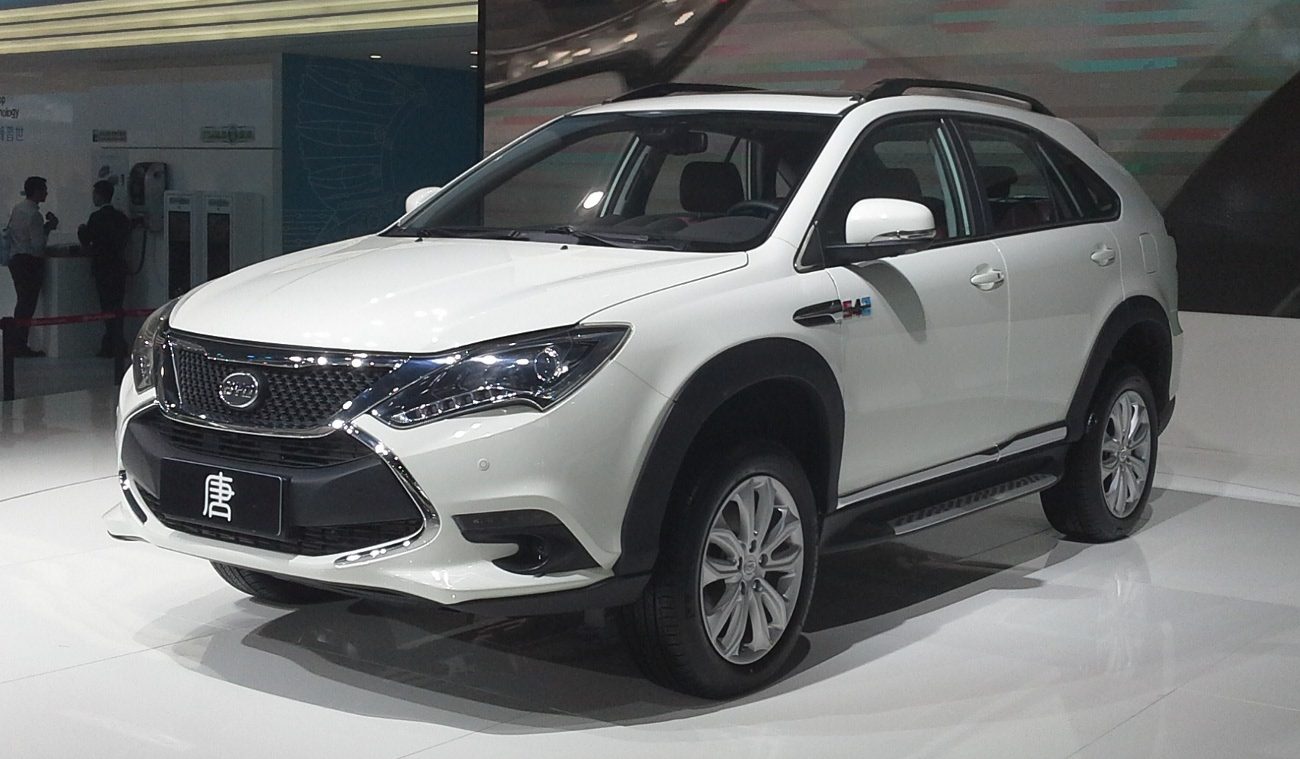
BYD Tang foi nomeado o veículo de passageiros plug-in mais vendido na China em 2016

A indústria automotiva na China tem sido a maior do mundo medida pela produção de unidades automobilísticas desde 2008. Desde 2009, a produção anual de automóveis na China representou mais de 32% da produção mundial de veículos, superando tanto a da União Europeia quanto a dos Estados Unidos e Japão juntos.
Os tradicionais fabricantes de automóveis nacionais "Big Four" são SAIC Motor, Dongfeng, FAW e Chang'an. Outros fabricantes de automóveis chineses são Geely, Beijing Automotive Group, Brilliance Automotive, BYD, Chery, Guangzhou Automobile Group, Great Wall e Jianghuai (JAC). Além disso, vários fabricantes multinacionais possuem parcerias com fabricantes nacionais.
Enquanto a maioria dos carros fabricados na China são vendidos na China, as exportações chegaram a 814.300 unidades em 2011. O mercado doméstico da China fornece aos fabricantes de automóveis uma base sólida e os planejadores econômicos chineses esperam construir empresas automobilísticas globalmente competitivas.
A indústria automobilística da China teve principalmente origens soviéticas na década de 1950 e teve pequenos volumes nos primeiros 30 anos. Desde o início dos anos 1990, desenvolveu-se rapidamente. A capacidade anual de produção de automóveis da China ultrapassou um milhão em 1992. Em 2000, a China estava produzindo mais de dois milhões de veículos. Após a entrada da China na Organização Mundial do Comércio (OMC) em 2001, o desenvolvimento do mercado automobilístico acelerou ainda mais. Em 2009, a China produziu 13,79 milhões de automóveis, dos quais 8 milhões eram automóveis de passageiros e 3,41 milhões eram veículos comerciais e ultrapassaram os Estados Unidos como o maior produtor mundial de automóveis em volume. Em 2010, tanto as vendas quanto a produção ultrapassaram 18 milhões de unidades, com 13,76 milhões de carros de passageiros entregues, em cada caso o maior de qualquer nação na história. Em 2014, a produção total de veículos na China atingiu 23,720 milhões, respondendo por 26% da produção automotiva global.
O número de carros, ônibus, vans e caminhões registrados nas estradas da China chegou a 62 milhões em 2009. A consultoria McKinsey & Company estima que o mercado automobilístico da China crescerá dez vezes entre 2005 e 2030. A China tinha cerca de 250 milhões de carros até o final de junho de 2019, de acordo com o Ministério da Segurança Pública.

## Fabricantes e marcas
- Ficheiro:Dengfeng Motor Corporation logo.svg
- Ficheiro:Changan Automobile Logo.svg

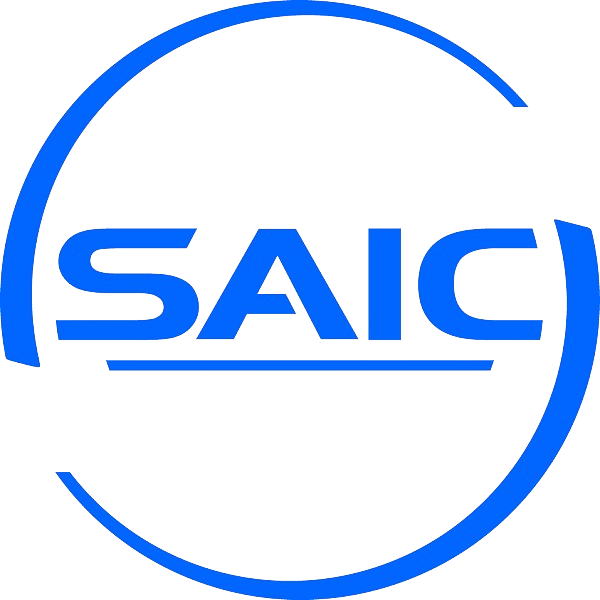
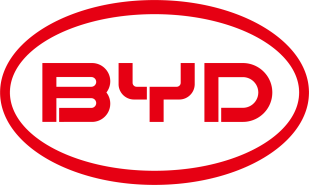

Existe um agrupamento de tradicionais fabricantes de carros estatais “Big Four” da China, a saber: SAIC Motor, FAW, Dongfeng e Chang'an, com vendas de carros de 5,37 milhões, 3,50 milhões, 3,28 milhões e 2,30 milhões em 2021, respectivamente.
SAIC Motor Corporation, também conhecida como SAIC e SAIC-GM, é uma empresa estatal chinesa de manufatura automotiva com sede em Xangai. A empresa teve o maior volume de produção de qualquer montadora chinesa em 2017, fabricando mais de 6,9 milhões de veículos.
A SAIC vende veículos sob uma variedade de marcas. As marcas exclusivas da SAIC incluem Maxus, MG, Roewe e Yuejin. Os produtos produzidos pelas joint ventures da SAIC são vendidos sob marcas como Baojun, Buick, Chevrolet, Iveco, Škoda, Volkswagen e Wuling.
Dongfeng Motor Corporation é uma fabricante de automóveis estatal chinesa com sede em Wuhan. A empresa foi a segunda maior montadora chinesa em 2017, em volume de produção, fabricando mais de 4,1 milhões de veículos naquele ano. Suas marcas próprias são Dongfeng, Venucia e AEOLUS. As joint ventures incluem Cummins, Dana, Honda, Nissan, Infiniti, Stellantis, Renault, Kia e Yulon.
FAW Group Corporation é uma empresa estatal chinesa de manufatura automotiva com sede em Changchun. Em 2017, a empresa ficou em terceiro lugar em termos de produção de 3,3 milhões de veículos. A FAW vende produtos com pelo menos dez marcas diferentes, incluindo a própria e Besturn, Dario, Haima, Hongqi, Jiaxing, Jie Fang, Jilin, Oley, Jie Fang e Yuan Zheng e Tianjin Xiali. As joint ventures da FAW vendem Audi, General Motors, Mazda, Toyota e Volkswagen.
Chang'an Automobile Group é um fabricante de automóveis com sede em Chongqing, e é uma empresa estatal. Em 2017, a empresa ficou em quarto lugar em termos de produção, produzindo 2,8 milhões de veículos em 2017. A Changan projeta, desenvolve, fabrica e vende automóveis de passageiros vendidos sob a marca Changan e veículos comerciais vendidos sob a marca Chana. As joint ventures estrangeiras incluem Suzuki, Ford e Mazda.
Grupo BAIC, também conhecido como Beiqi, é uma empresa estatal e holding de vários fabricantes chineses de automóveis e máquinas localizados em Pequim. Em 2014, a empresa ficou em quinto lugar em termos de produção de 2,5 milhões de veículos. Suas principais subsidiárias incluem a fabricante de automóveis de passageiros BAIC Motor, a fabricante de veículos militares e SUV BAW e a fabricante de caminhões, ônibus e equipamentos agrícolas Foton Motor.
Outros fabricantes automotivos chineses notáveis incluem:
A BYD é uma fabricante de automóveis fundada pela BYD Company, conhecida por suas baterias e ônibus elétricos em todo o mundo. Eles também foram a sétima marca de automóveis chinesa mais vendida em 2017.
GAC, é uma fabricante de automóveis estatal chinesa com sede em Guangzhou. Eles foram o sexto maior fabricante em 2017, fabricando mais de 2 milhões de veículos em 2017. A GAC vende automóveis de passageiros sob a marca Trumpchi. Na China, eles são mais conhecidos por sua joint venture estrangeira com Fiat, Honda, Isuzu, Mitsubishi e Toyota.
A Geely é a maior fabricante privada de automóveis e a sétima maior fabricante geral da China. Sua marca principal, a Geely Auto, tornou-se a principal marca de automóveis chinesa em 2017. Atualmente um dos grupos automotivos de mais rápido crescimento no mundo, a Geely é conhecida por possuir a marca sueca de carros de luxo Volvo Cars, sua contraparte de desempenho Polestar e a empresa britânica de carros esportivos Lotus . Na China, suas marcas de automóveis de passageiros incluem Geely Auto, Volvo Cars e Lynk & Co.
Great Wall, a oitava maior fabricante em 2017 e a maior fabricante de SUVs. A Great Wall vende veículos sob as marcas Haval e WEY.
A Brilliance Auto é uma fabricante de automóveis estatal chinesa com sede em Shenyang. Eles foram o nono maior fabricante em 2017. Eles têm uma joint venture estrangeira com a BMW e também vendem veículos de passageiros sob sua própria marca Brilliance.
Chery, uma fabricante de automóveis estatal chinesa com sede em Anhui. Eles foram o décimo maior fabricante em 2017. Eles têm uma joint venture estrangeira com a Jaguar Land Rover para a produção de carros Jaguar e Land Rover na China. Eles também vendem carros sob a marca Chery e a marca Qoros.
| Classificação | Companhia                  | Número de vendas na China (2021) | Receita (US$) (2021) |
| ------------- | -------------------------- | -------------------------------- | -------------------- |
| 1             | Motor SAIC                 | 5,365 milhões                    | 107,6 bilhões        |
| 2             | Grupo FAW                  | 3,501 milhões                    | 101,1 bilhões        |
| 3             | Dongfeng Motor Corporation | 3,275 milhões                    | 86,9 bilhões         |
| 4             | Chang'an Automobile Group  | 2.301 milhões                    |                      |
| 5             | Grupo GAC                  | 2,144 milhões                    | 57,7 bilhões         |
| 6             | Grupo BAIC                 | 1,723 milhão                     | 72,2 bilhões         |
| 7             | Geely                      | 1,328 milhão                     | 47,2 bilhões         |
| 8             | Motor da Grande Muralha    | 1,281 milhão                     | 21,52 bilhões        |
| 9             | Chery Automóveis           | 0,959 milhão                     |                      |
| 10            | BYD                        | 0,745 milhão                     |                      |

|      | SAIC      | Geely     | Chang'an  | Chery   | Great Wall | FAW       | Dongfeng  | GAC     | BYD     |
| ---- | --------- | --------- | --------- | ------- | ---------- | --------- | --------- | ------- | ------- |
| 2010 | 1.424.513 | 425.194   | 1.316.557 | 750.456 | 415.779    | 1.038.290 | 973.144   | 45.065  | 521.761 |
| 2011 | 1.433.387 | 857.006   | 987.991   | 729.497 | 518.965    | 907.337   | 1.052.707 | 44.056  | 454.676 |
| 2012 | 1.659.973 | 905.083   | 950.568   | 653.476 | 672.234    | 718.327   | 976.539   | 71.505  | 462.512 |
| 2013 | 1.884.112 | 979.691   | 990.556   | 561.062 | 803.449    | 723.969   | 1.075.459 | 124.001 | 514.188 |
| 2014 | 2.051.240 | 878.818   | 1.126.011 | 570.718 | 767.825    | 627.006   | 1.066.036 | 146.694 | 446.329 |
| 2015 | 2.272.961 | 1.025.287 | 1.270.154 | 575.108 | 871.315    | 505.849   | 1.010.215 | 207.890 | 451.868 |
| 2016 | 2.533.631 | 1.333.077 | 1.382.917 | 682.474 | 1.086.639  | 505.711   | 1.193.327 | 375.723 | 510.157 |
| 2017 | 2.811.455 | 1.859.824 | 1.327.168 | 604.708 | 1.085.654  | 572.862   | 1.244.818 | 508.797 | 421.158 |
| 2018 | 3.009.273 | 2.205.209 | 1.139.540 | 642.666 | 1.072.529  | 543.986   | 1.053.457 | 535.323 | 528.298 |
| 2019 | 2.655.622 | 2.083.520 | 1.060.676 | 708.925 | 1.097.451  | 589.832   | 1.012.578 | 384.792 | 467.960 |
| 2020 | 2.694.081 | 2.030.786 | 1.306.169 | 711.117 | 1.153.365  | 779.403   | 1.005.224 | 353.597 | 431.447 |
| 2021 | 3.061.430 | 2.102.757 | 1.557.282 | 961.926 | 1.280.993  | 846.803   | 1.054.612 | 447.207 | 749.325 |

| Classificação | Companhia                  | Número de vendas globalmente (1º trimestre de 2022) |
| ------------- | -------------------------- | --------------------------------------------------- |
| 1             | BYD                        | 285.849                                             |
| 2             | SAIC-GM-Wuling             | 114.748                                             |
| 3             | Motor SAIC                 | 55.748                                              |
| 4             | Chery Automóveis           | 52.246                                              |
| 5             | Grupo GAC                  | 44.989                                              |
| 6             | Automóvel Changan          | 38.686                                              |
| 7             | Dongfeng Motor Corporation | 38.089                                              |
| 8             | Motor da Grande Muralha    | 36.001                                              |
| 9             | XPeng                      | 34.819                                              |
| 10            | Geely                      | 33.069                                              |
| 11            | Li Auto                    | 31.716                                              |

### Lista de fabricantes de automóveis chineses por marcas e joint ventures estrangeiras
| Companhia                  | marcas domésticas                                      | Marcas domésticas somente para veículos elétricos | Joint Ventures de Marca Estrangeira                                                         |
| -------------------------- | ------------------------------------------------------ | ------------------------------------------------- | ------------------------------------------------------------------------------------------- |
| Motor SAIC                 | Maxus, MG, Roewe, Baojun (sob SGMW), Wuling (sob SGMW) | Feifan, IM                                        | SAIC-Volkswagen (Volkswagen, Skoda, Audi), SAIC-General Motors (Buick, Chevrolet, Cadillac) |
| Grupo FAW                  | Hongqi, Bestune (Benteng), Senia, Haima, Junpai        |                                                   | FAW-Toyota, FAW-Volkswagen                                                                  |
| Dongfeng Motor Corporation | Venucia, Fengdu, Éolo, Forthing                        | viagem                                            | Dongfeng-Honda, Dongfeng-Nissan, Dongfeng-Peugeot Citroën                                   |
| Chang'an Automobile Group  | Changan, Oshan, Kaicene                                | Shenlan                                           | Changan Ford, Changan Mazda                                                                 |
| Grupo GAC                  | trumpchi                                               | Aion, Hycan                                       | GAC-Toyota, GAC-Honda, GAC-FCA (Jeep), GAC-Mitsubishi                                       |
| Grupo BAIC                 | Pequim, BAW, Changhe, Foton, Ruili Doda                | Arcfox                                            | Pequim-Benz, Pequim-Hyundai                                                                 |
| Geely                      | Geely Auto, Bordo                                      | Geometria, Zeekr                                  | Volvo Cars, Polestar, Lynk & Co, Proton, Lotus                                              |
| Motor da Grande Muralha    | GWM, Haval, WEY, TANQUE, POER                          | ORA                                               |                                                                                             |
| Chery Automóveis           | Chery, Exeed, Jetour                                   |                                                   | Chery-Jaguar Land Rover                                                                     |
| BYD                        |                                                        | BYD                                               | BYD-Toyota, Denza                                                                           |
| Brilho grupo automático    | Brilho                                                 |                                                   | BMW Brilliance                                                                              |
| Motores JAC                | JAC                                                    |                                                   | Sehol                                                                                       |

## Joint ventures de fabricantes estrangeiros

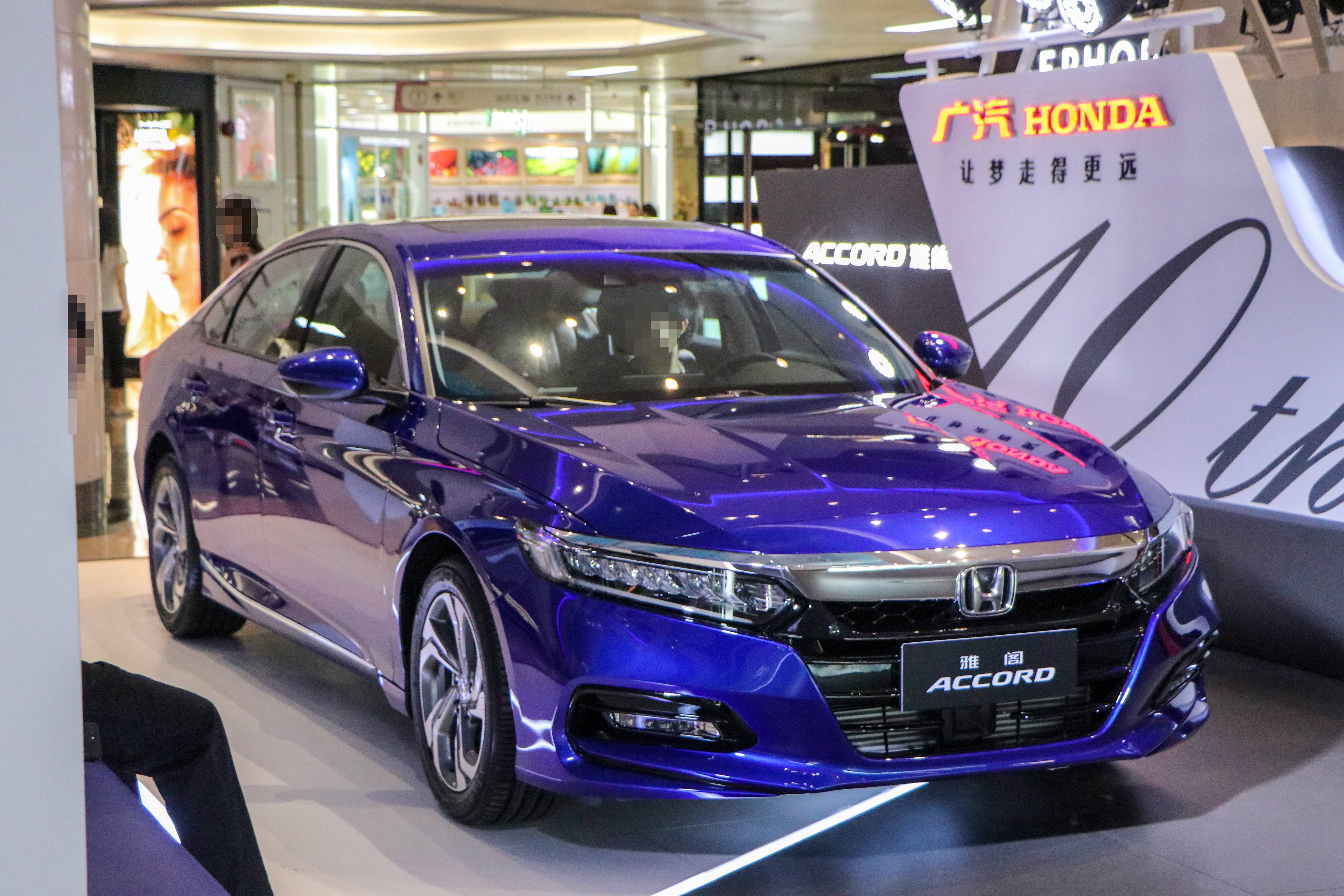
Acordo Honda Guangqi

Empresas de outros países com joint ventures de fabricação na China incluem Daimler-Benz, General Motors. Este último fabrica vários carros na China em quatro fábricas, especialmente Buick, mas também alguns modelos Chevrolet e Cadillac, em uma joint-venture 50/50 com a SAIC Motor, anteriormente conhecida como Shanghai General Motors Company Ltd. Em novembro de 2018, a empresa anunciou novos modelos Chevrolet para o mercado chinês, incluindo uma distância entre eixos estendida Malibu XL, um novo conceito Chevy SUV e um novo Monza.
A Beijing Benz Automotive Co., Ltd é uma joint venture entre a BAIC Motor e a Daimler AG . Em 22 de novembro de 2018, dois milhões de veículos Mercedes-Benz foram construídos na China por esta aliança. Mais ou menos na mesma época, a empresa anunciou o desenvolvimento final de um novo sedã Mercedes-Benz Classe A L para a China, em cinco variantes, para "rivalizar com o sedã Audi A3 fabricado na China e o sedã BMW Série 1". A Daimler e outro parceiro, a BYD Auto, já estavam fabricando um carro elétrico para o mercado chinês, o Denza, com um Denza 500 aprimorado anunciado em março de 2018.
A Honda Motor Co tem uma joint venture com o GAC Group e planeja investir US$ 469 milhões em 2019 na fabricação de veículos de nova energia na China, provavelmente com o emblema Trumpchi. A joint venture da Toyota é com a GAC e as empresas planejam construir um veículo elétrico sob o logotipo da GAC. A Nissan opera na China sob uma joint venture com a Dongfeng Motor Group Co Ltd. Um relatório no início de 2018 indicou que a aliança planejava construir uma nova fábrica em Wuhan, China, além de expandir a fábrica de Dongfeng em Changzhou para aumentar a capacidade. Uma atualização do final de agosto afirmou que a Nissan e o Dongfeng Group planejavam investir cerca de US$ 900 milhões para eventualmente aumentar a produção de veículos Nissan na China para até 2,1 milhões por ano. Em 1º de setembro de 2018, o primeiro sedã elétrico da Nissan para o mercado chinês, o Sylphy Zero Emission, estava em produção.
Os carros VW e Audi são fabricados na China pelo Grupo Volkswagen China sob duas parcerias de joint venture: FAW-Volkswagen e SAIC Volkswagen. Eles venderam 30 milhões de carros em novembro de 2018.
A BMW e a parceira chinesa Brilliance Automotive Group Holdings esperavam fabricar 520.000 carros na China em 2019. Em outubro de 2018, a empresa alemã anunciou que gastaria € 3,6 bilhões (US$ 4,16 bilhões) para aumentar a propriedade da Brilliance Automotive de 50% para 75%. A BMW também planejou investir mais de € 3 bilhões para aumentar a produção na China como parte de uma meta de fabricar mais de 650.000 unidades com Brilliance, começando no início de 2020. A empresa alemã também fez uma aliança com a Great Wall Motor para construir carros Mini elétricos na China para o mercado interno.
A Jaguar Land Rover opera uma joint venture com a Chery. Uma reportagem de julho de 2018 sugeria que a empresa estava pensando em aumentar seus investimentos para criar um novo modelo para a China.
Toda a empresa Volvo Cars pertence à empresa chinesa Geely desde 2010 e fabrica a maioria dos veículos XC60 na China para exportação para vários países, bem como para o mercado local. Outros carros fabricados na China (no final de 2018) para o mercado local e para exportação incluem o Buick Envision, o Ford Focus Active, o Volvo S90 e o plug-in Cadillac CT-6. (Esperava-se que as tarifas proibitivas anunciadas pelos EUA em 2018 reduzissem significativamente as exportações de automóveis para aquele país).
Em outubro de 2018, a Ford e a Baidu anunciaram que planejavam começar a testar veículos autônomos juntos nas estradas de Pequim até o final do ano, usando o "conhecimento tecnológico e a compreensão da China da Baidu junto com a experiência em veículos da Ford".

## História
O primeiro automóvel na China foi comprado de Hong Kong em 1902 por Yuan Shikai e presenteado à imperatriz viúva Cixi. Posteriormente, foi exposto no Museu do Palácio de Verão. Durante o início do século XX, os principais fabricantes de automóveis ocidentais, como a Ford Motor Company, a  General Motors e a Mercedes-Benz, tinham fábricas operando em Xangai.
A indústria automobilística da China teve principalmente origens soviéticas na década de 1950 e teve pequenos volumes nos primeiros 30 anos. A capacidade anual de produção de automóveis da China ultrapassou um milhão em 1992. Em 2000, a China estava produzindo mais de dois milhões de veículos. Após a entrada da China na Organização Mundial do Comércio(OMC) em 2001, o desenvolvimento do mercado automobilístico acelerou ainda mais. Em 2009, a China produziu 13,79 milhões de automóveis, dos quais 8 milhões eram automóveis de passageiros e 3,41 milhões eram veículos comerciais e ultrapassaram os Estados Unidos como o maior produtor mundial de automóveis em volume. Em 2010, tanto as vendas quanto a produção ultrapassaram 18 milhões de unidades, com 13,76 milhões de carros de passageiros entregues, em cada caso o maior de qualquer nação na história. Em 2014, a produção total de veículos na China atingiu 23,720 milhões, respondendo por 26% da produção automotiva global.

### 1928 a 1949
O primeiro veículo motorizado construído na China foi um caminhão chamado Ming Sheng. Foi projetado por Daniel F Myers e um protótipo foi feito em Shenyang. O protótipo foi concluído em 31 de maio de 1931, para Zhang Xueliang. Antes do início da produção, a fábrica foi bombardeada pelos invasores japoneses e a produção nunca começou. Um colega general, Yang Hucheng, patrocinou o inventor Tang Zhongming para fazer um novo tipo de motor de automóvel movido a carvão. Em 1932, Tang fundou a Chung Ming Machinery Co. Ltd. em Xangai para produzir os motores. Veículos movidos a carvão foram usados principalmente durante a Segunda Guerra Sino-Japonesa na China devido à escassez de combustível. O óleo de tungue também foi usado durante a guerra como substituto do petróleo.

### 1949 a 1980

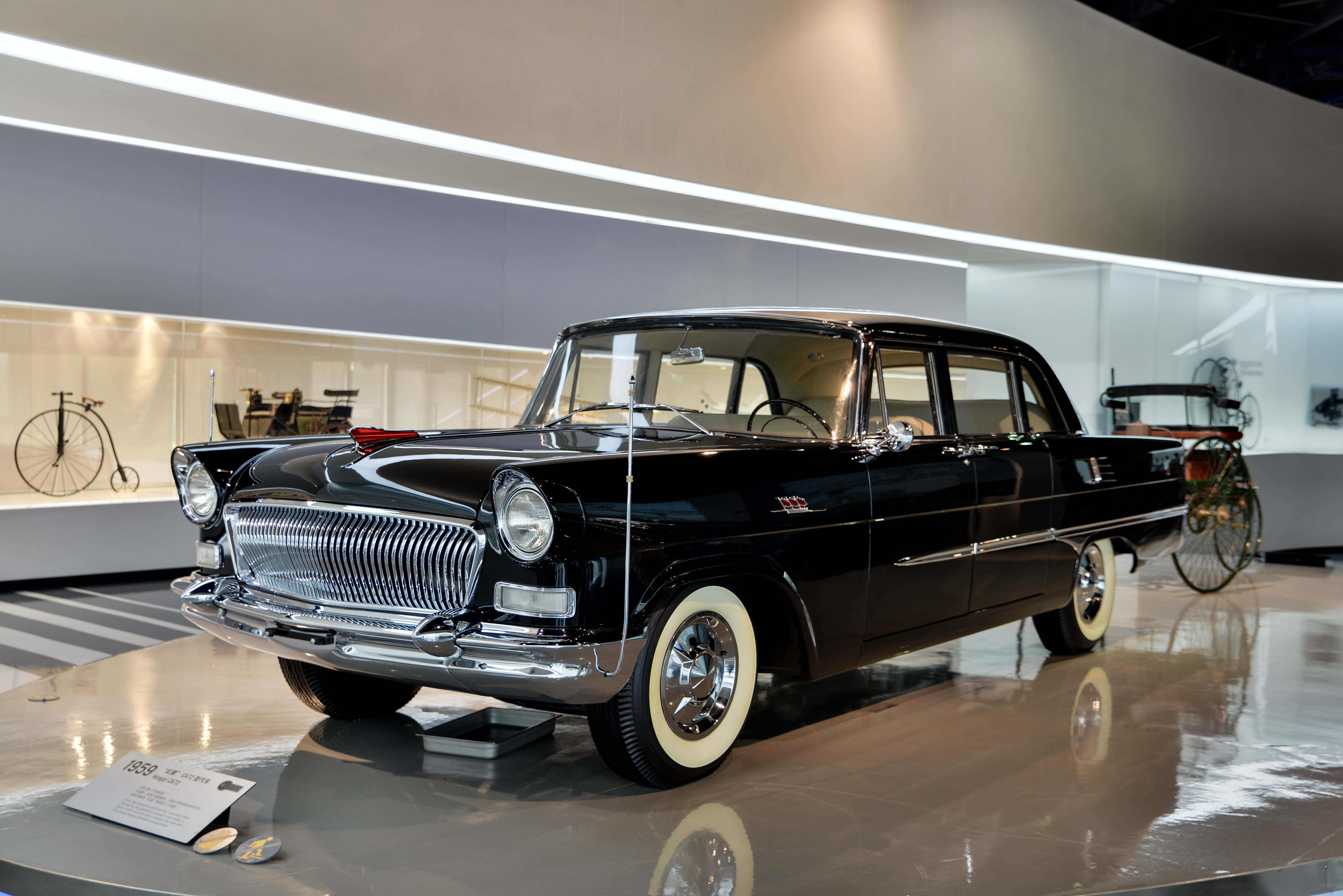
Hongqi CA72 (1959)

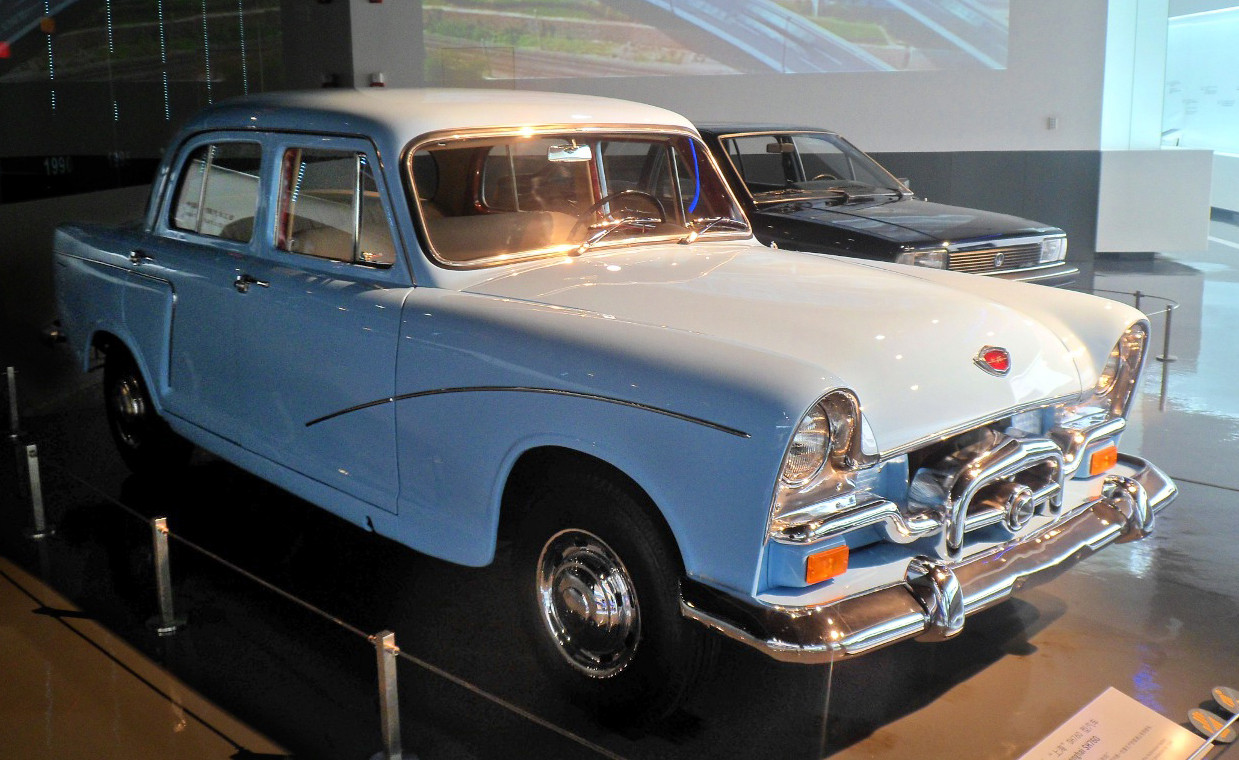
Xangai SH760

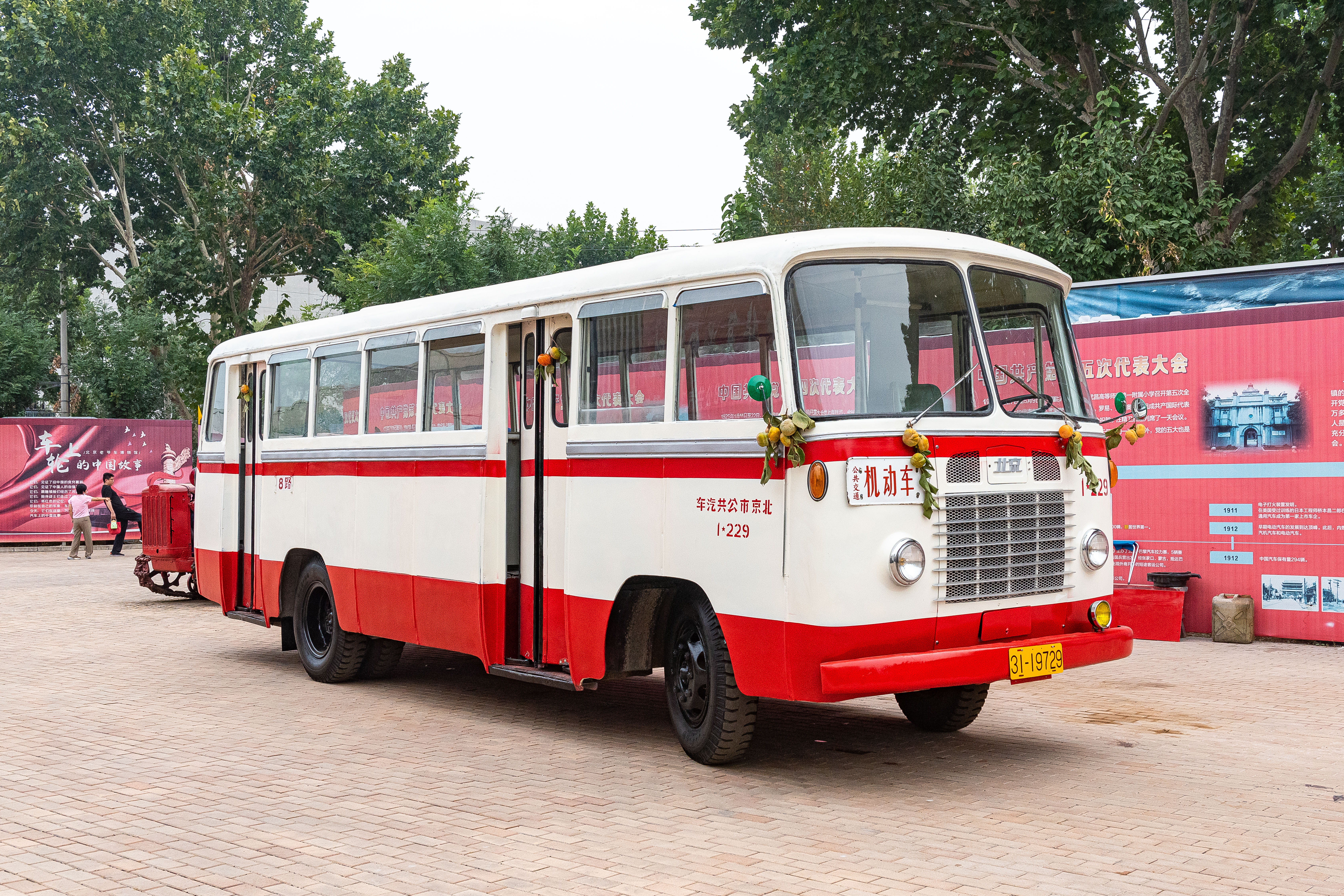
Pequim BK640B (1972)

Várias fábricas de montagem de veículos foram criadas nas décadas de 1950 e 1960. Eles eram Beijing (atual Beijing Automotive Industry Holding Corporation), Shanghai (atual Shanghai Automotive Industry Corporation), Nanjing (mais tarde Nanjing Automobile (Group) Corporation, fundida com a SAIC) e Jinan (evoluindo para China National Heavy Duty Truck Group). A Second Automobile Works (mais tarde Dongfeng Motor Corporation) foi fundada em 1968.
Os primeiros veículos de produção chinesa foram fabricados pela First Automobile Works em 1956, um caminhão chamado Jiefang CA-30. Isto foi seguido em 10 de março de 1958, pelo caminhão leve de tonelada (NJ130), baseado no GAZ-51 russo, foi produzido em Nanjing. O caminhão foi nomeado Yuejin (que significa "salto para a frente").
Em junho de 1958, a Nanjing Automobile Works, anteriormente uma unidade de manutenção de veículos do Exército, foi estabelecida. A produção continuou até que o último caminhão (NJ134) saiu da linha de montagem em 9 de julho de 1987. A produção acumulada foi de 161.988 unidades (modelos NJ130, NJ230, NJ135 e NJ134). Os primeiros automóveis de produção foram o Dongfeng CA71, Hongqi CA72, Feng Huang (Shanghai SH760), todos de 1958.

### 1980 a 1990

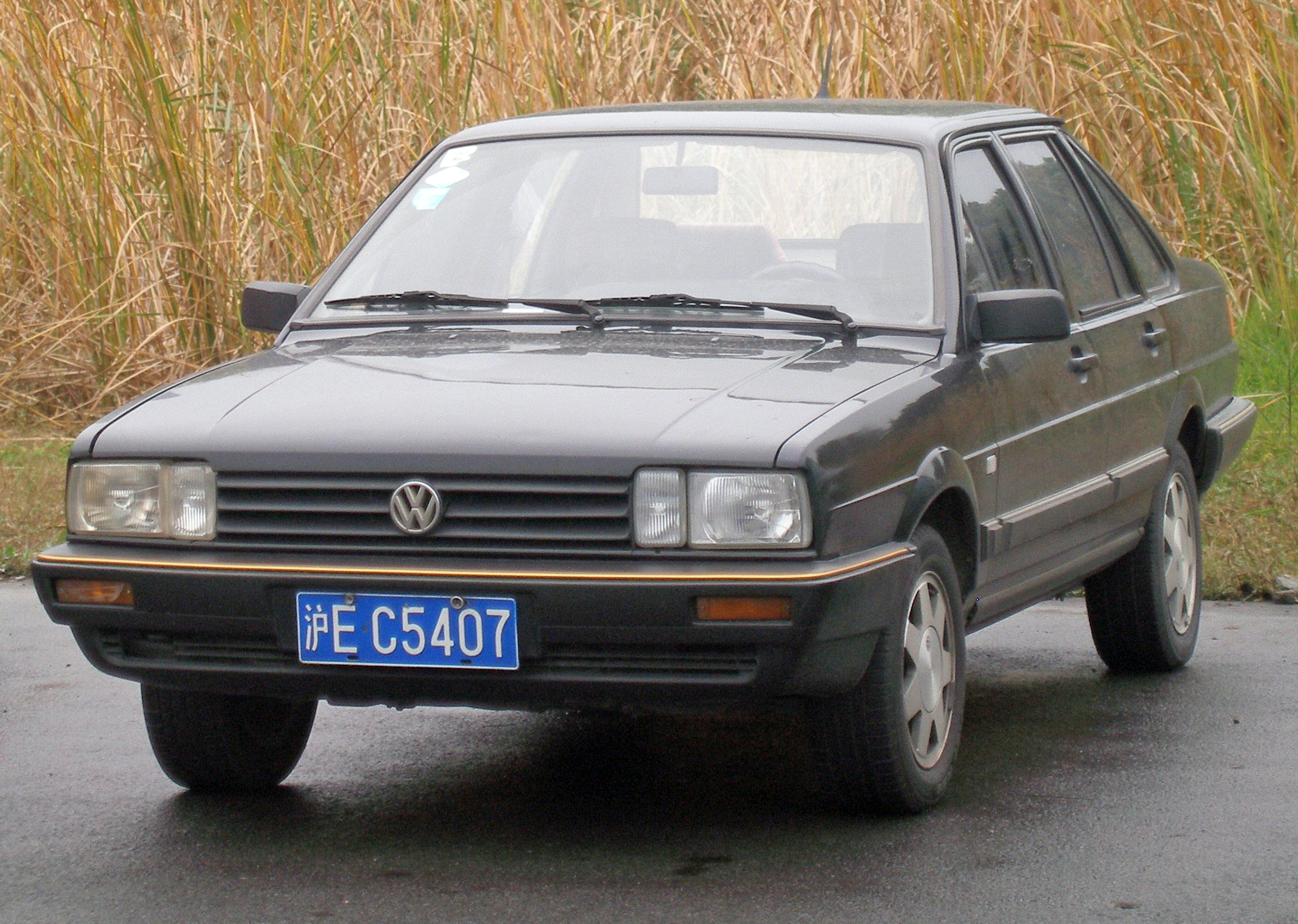
Volkswagen chinês Santana

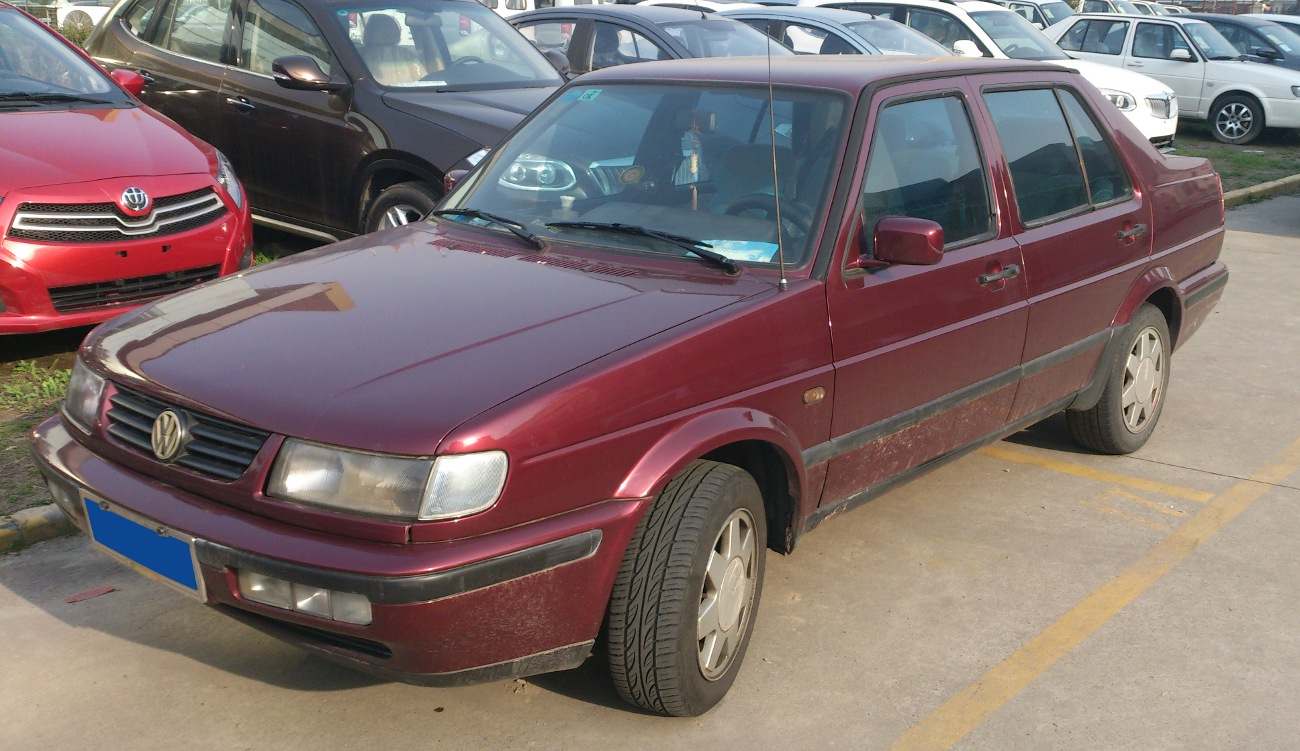
Volkswagen Jetta König

A indústria de automóveis de passageiros foi uma parte menor da produção de veículos durante as três primeiras décadas da economia socialista da China. Ainda em 1985, o país produziu um total de apenas 5.200 carros. Sun Guiying, uma criadora de galinhas perto de Pequim, foi anunciada como tendo comprado um Toyota Publica prateado com seus ganhos. Embora o artigo fosse amplamente fraudulento (a Sra. Guiying não sabia dirigir e seu marido era um funcionário sênior, e não um camponês), a mensagem foi transmitida em alto e bom som. As vendas de carros aumentaram dramaticamente, embora fossem quase inteiramente compradas por danweis (unidades de trabalho – a propriedade de carros particulares era praticamente desconhecida na época, apesar da história de Sun Guiying).
Como a produção doméstica era muito limitada, os totais de importação aumentaram dramaticamente, apesar de um imposto de importação de 260% sobre veículos estrangeiros. Antes de 1984, o exportador dominante de carros para a China era a União Soviética. Em 1984, as exportações de veículos do Japão para a China aumentaram de 10.800 para 85.000 e, em meados de 1985, a China havia se tornado o segundo maior mercado de exportação do Japão, depois dos Estados Unidos. O país gastou cerca de US$ 3 bilhões para importar mais de 350.000 veículos somente em 1985. Três empresas de táxi em particular ansiavam por carros japoneses, como Toyota Crowns e Nissan Bluebirds.
Com isso, um grave déficit comercial, a liderança chinesa pisou no freio, tanto por meio de esforços de propaganda quanto tornando o câmbio muito menos acessível. Os direitos alfandegários sobre mercadorias importadas foram aumentados em março de 1985 e um novo "imposto regulamentar" foi acrescentado um pouco mais tarde. Em setembro de 1985, foi imposta uma moratória de dois anos sobre quase todas as importações de veículos.
Ao limitar as importações, a China também tentou aumentar a produção local, impulsionando os vários acordos existentes de produção de automóveis de passageiros em joint venture, bem como adicionando novos. Ao longo dos anos 1980 varias empresas assinaram contratos para produzir na China: American Motors Corporation com duração de 20 anos para produzir seus veículos modelo Jeep em Pequim, aVolkswagen assinou um contrato de 25 anos para fabricar automóveis de passageiros em Xangai, a Peugeot concordou com outro projeto de automóveis de passageiros para fabricar veículos na próspera cidade de Guangzhou. Essas primeiras joint ventures não permitiram que os chineses tomassem emprestada muita tecnologia estrangeira, já que a montagem de kits desmontados constituía a maioria das atividades de fabricação; o ferramental pode não ter passado das fronteiras.

### 1990 até o presente
Várias empresas entraram na indústria automobilística desde 1994. Alguns deles são originários da indústria de defesa, como Chang'an Motors, Changhe e Hafei Motor; alguns foram desenvolvidos a partir de antigas empresas estatais, como BYD Auto, Brilliance China Auto, Chery Automobile e Changfeng Automobile. Outras são empresas privadas, como a Geely Automobile e a Great Wall Motors.
Em março de 2017, havia 300,3 milhões de veículos registrados. Uma análise de 2018 publicada pela Universidade da Califórnia previu que até 419 milhões de veículos seriam registrados até 2022 e mais de 500 milhões até 2030.
Poucas das importações eram dos EUA, mesmo antes de 2018. Em 2017, as montadoras americanas exportavam cerca de 250.000 carros para a China por ano e importavam cerca de 50.000 da China.
O governo está limitando o número de carros novos com motor convencional licenciados a cada ano, principalmente em Pequim, onde a espera por uma placa em 2018 foi de aproximadamente cinco anos. Cada uma dessas placas custava US$ 14.300, valor quase adequado para comprar um carro pequeno e econômico. As licenças para veículos elétricos, por outro lado, podem ser obtidas rapidamente.

### Marcas mais vendidas na China

#### 2017
De acordo com a Associação Chinesa de Fabricantes de Automóveis (CAAM), as montadoras na China entregaram 28.226.616 veículos de passageiros e comerciais leves em 2017. A Volkswagen continuou sendo a marca mais vendida, seguida pela Honda. As marcas coreanas e americanas sofreram com as vendas fracas, com a Hyundai caindo das dez primeiras posições e a GM e a Ford caindo abaixo das marcas chinesas locais. Abaixo, detalhamos as entregas por marca.
| Classificação | Marca            | Fabricante(s)  | Vendas em 2017 |
| ------------- | ---------------- | -------------- | -------------- |
| 1             | Volkswagen       | FAW, SAIC      | 3.135.236      |
| 2             | honda            | GAC, Dongfeng  | 1.405.021      |
| 3             | Geely Automotive | Geely          | 1.248.004      |
| 4             | Buick            | SAIC GM        | 1.223.429      |
| 5             | Toyota           | FAW, GAC       | 1.131.616      |
| 6             | Nissan           | Dongfeng       | 1.116.709      |
| 7             | Chang'an         | Chang'an       | 1.062.716      |
| 8             | Baojun           | SAIC-GM-Wuling | 1.016.224      |
| 9             | haval            | Grande Muralha | 851.855        |
| 10            | Ford             | Chang'an       | 840.946        |

#### 2016
Fonte:
| Classificação | Marca      | Fabricantes         | Vendas em 2016 |
| ------------- | ---------- | ------------------- | -------------- |
| 1             | Volkswagen | FAW, Xangai         | 13.006.215     |
| 2             | Buick      | Xangai GM           | 1.229.804      |
| 3             | Honda      | GAC, Dongfeng       | 1.196.664      |
| 4             | Changan    | Changan             | 1.149.820      |
| 5             | Hyundai    | Pequim              | 1.142.016      |
| 6             | Toyota     | FAW, GAC            | 1.064.704      |
| 7             | Nissan     | Dongfeng, Zhengzhou | 1.015.605      |
| 8             | Ford       | Changan             | 951.396        |
| 9             | Haval      | Grande Muralha      | 938.019        |
| 10            | Geely      | Geely               | 778.896        |
| 11            | Baojun     | SAIC-GM-Wuling      | 760.292        |
| 12            | BAIC       | BAIC                | 711.246        |
| 13            | Dongfeng   | Dongfeng            | 680.617        |
| 14            | Wuling     | SAIC-GM-Wuling      | 667.629        |
| 15            | Kia        | Dongfeng Yueda      | 650.001        |
| 16            | Chevrolet  | Xangai              | 538.671        |
| 17            | Audi       | FAW                 | 536.289        |
| 18            | Chery      | Chery               | 505.452        |
| 19            | BYD        | BYD                 | 494.116        |
| 20            | GAC        | GAC                 | 371.006        |

## Controvérsias

### Controvérsia de reivindicações de cópia
Várias montadoras chinesas foram acusadas de copiar designs de outras empresas.

#### BYD
Alguns carros da BYD historicamente apareceram semelhantes aos de outras marcas, incluindo Lexus, Toyota, Honda, Mercedes Benz, e Porsche.

#### Chery
Os executivos da GM reivindicaram a duplicação do design do Chery QQ para o Daewoo Matiz, que pode se estender a peças intercambiáveis. O GM China Group afirmou que os dois veículos "compartilhavam uma estrutura de carroceria notavelmente idêntica, design exterior, design interior e componentes-chave". Depois que as tentativas iniciais de mediação falharam, a GM Daewoo abriu um processo contra a Chery em um tribunal de Xangai em 2005.
Naquela época, funcionários do estado chinês, incluindo um vice-ministro do comércio e um vice-diretor do Escritório de Propriedade Intelectual do Estado, apoiaram publicamente a Chery. Foi sugerido que a GM pode não ter patenteado sua tecnologia.

#### Great Wall Motor
A Fiat afirmou que um carro do segmento A da Great Wall, o Peri (Jing Ling na China), é uma cópia de sua 2ª geração Fiat Panda.
Uma decisão do tribunal italiano de Turim em 2008 comprovou a alegação afirmando que o Great Wall Peri “não parece um carro diferente, mas é um Fiat Panda com uma dianteira diferente”.
A Landwind, uma nova joint venture entre a Changan Auto e a Jiangling Motors, lançou o Landwind X7 SUV em 2014. A Jaguar Land Rover o considerava uma cópia do Range Rover Evoque, produzido localmente pela Chery Jaguar Land Rover, e tentou, sem sucesso, interromper sua produção. Embora os designs dos carros sejam semelhantes, o X7 era quase três vezes mais barato que o Evoque quando o primeiro chegou ao mercado. Os preços do X7 começaram em 135.000 renminbi (US$ 21.700 em agosto de 2015), enquanto o preço inicial do Evoque foi de ¥ 398.000 (US$ 64.000 em agosto de 2015). Os kits para o X7 são vendidos na China para deixar o carro mais parecido com o Evoque. Esses kits incluem a grade, logotipos e emblemas do Evoque.
A primeira resposta da Jaguar Land Rover veio durante o Guangzhou Auto Show em novembro de 2014, quando o designer de carros Ian Callum, que trabalha para a Jaguar, tuitou fotos do carro e apontou a semelhança entre o X7 e o Evoque.  A Jaguar Land Rover posteriormente foi a tribunal na China, mas suas queixas foram rejeitadas no início de 2015. Na edição de 2015 da Auto Shanghai, o CEO da Jaguar Land Rover , Ralf Speth, disse lamentar "que, de repente, o copiar e colar esteja surgindo novamente". Ele acrescentou que sua empresa não poderia fazer nada, pois não havia leis contra a cópia de carros.
Em junho de 2016, a Jaguar Land Rover entrou com uma ação legal contra a Jiangling Motors novamente em um tribunal de Pequim . A montadora culpou Jiangling por violação de direitos autorais e concorrência desleal. Foi um movimento raro; a maioria dos fabricantes de automóveis não chineses optam por não ir ao tribunal por causa da cópia de design por empresas chinesas devido à pequena probabilidade de ganhar tal processo. No mesmo mês, uma fonte não identificada disse à Reuters que Jiangling havia concordado com a Jaguar Land Rover que não exportaria o X7 para o Brasil. De acordo com a mesma fonte, ambas as empresas também discutiram o que seria aceitável em uma atualização de design para o X7.

#### Lifan
O Shuanghuan Noble tem causado inúmeras polêmicas, com a Mercedes-Benz chegando a entrar com um processo contra o Shuanghuan por causa de suas semelhanças com o Smart Fortwo. A Mercedes-Benz também persuadiu o tribunal italiano a proibir a exibição do carro no Salão Automóvel de Bolonha, mas o carro Shuanghuan Noble foi exibido mesmo assim.

### Ameaças de revelar segredos da indústria
O Wall Street Journal informou que o governo da China forçará as montadoras estrangeiras a divulgar seus segredos de tecnologia de veículos elétricos antes que os veículos possam ser vendidos na China. A atual política automotiva chinesa estabelece que uma montadora estrangeira deve formar uma joint venture com uma montadora chinesa se a primeira planeja vender seus veículos elétricos lá, com a montadora chinesa detendo 51% da joint venture.
Devido a essa suposta ameaça do governo chinês, a Toyota adiou o lançamento da atual geração do Prius até saber mais sobre o plano.
De acordo com o The New York Times, a GM foi solicitada a divulgar informações tecnológicas importantes sobre o Volt. Não fazer isso resultaria na não qualificação para subsídios substanciais (até US$ 19.000).
Em 2011, acreditava-se que a China estava por trás do roubo de informações da Renault. Em 2013, um casal americano foi condenado à prisão por revelar segredos comerciais da GM para a Chery.
Em 2017, o governo dos EUA sinalizou disposição para investigar essas transferências forçadas de tecnologia.

## Veículos com combustível alternativo

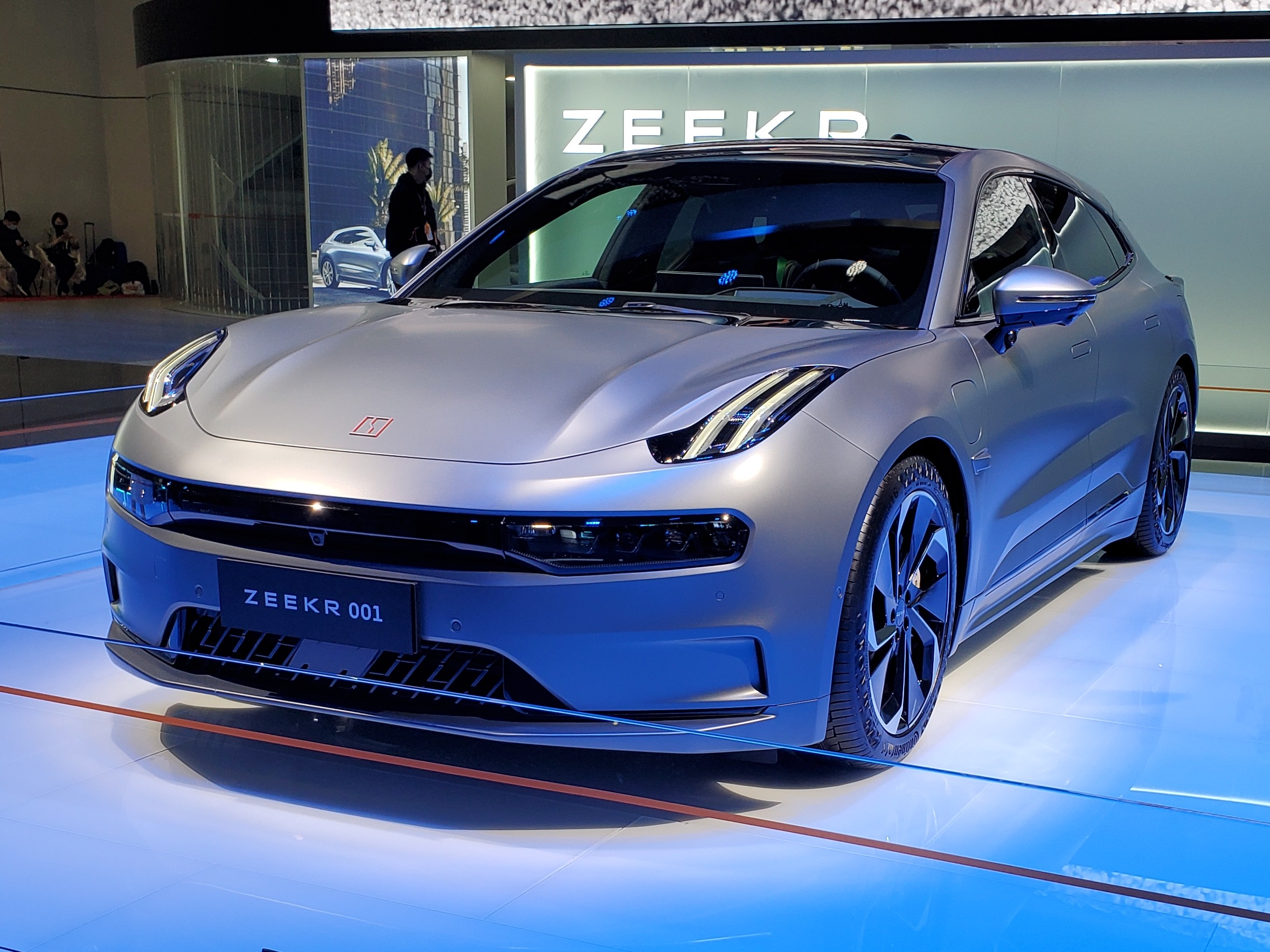
Zeekr 001.

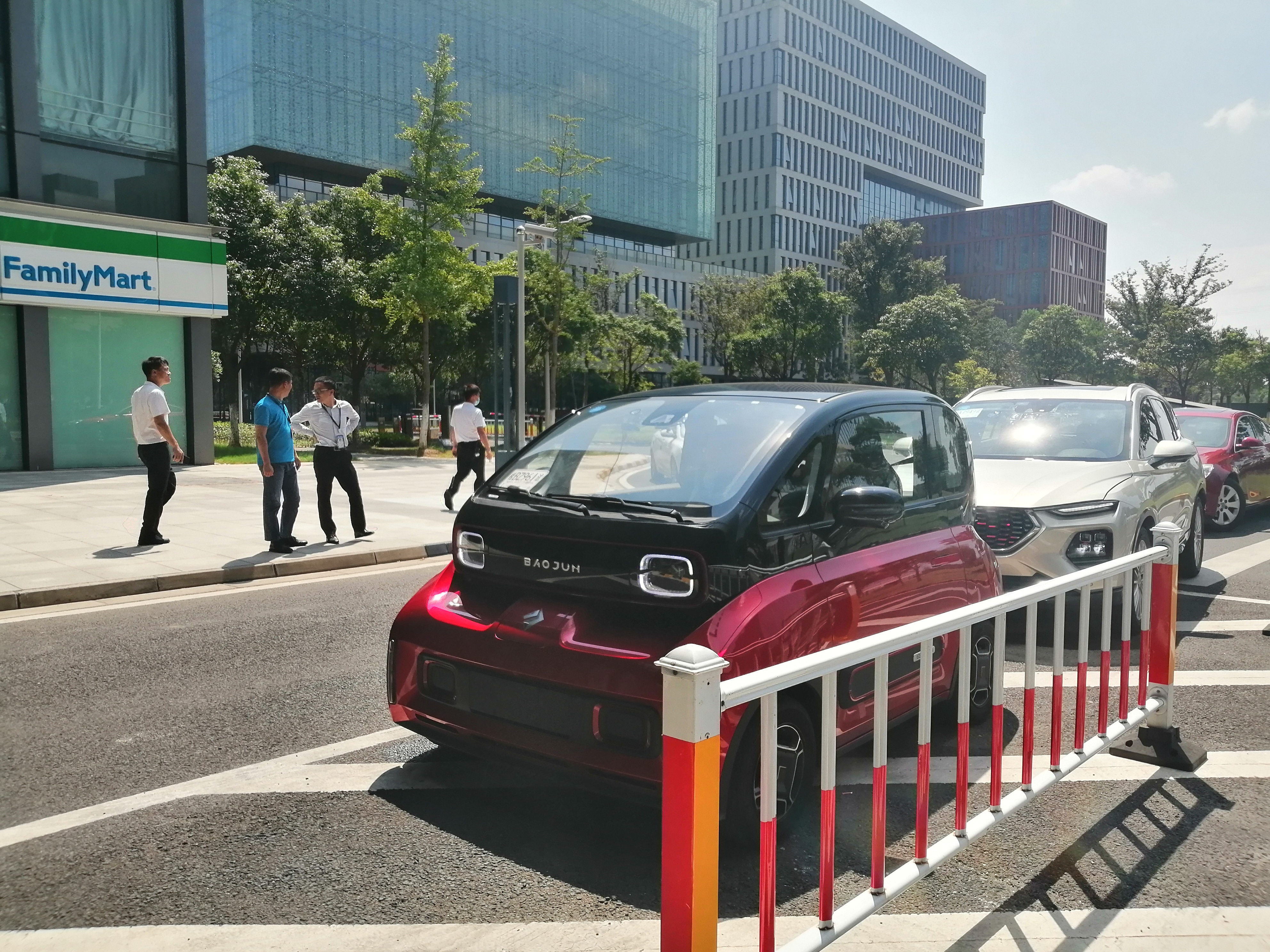
Novo Baojun E300

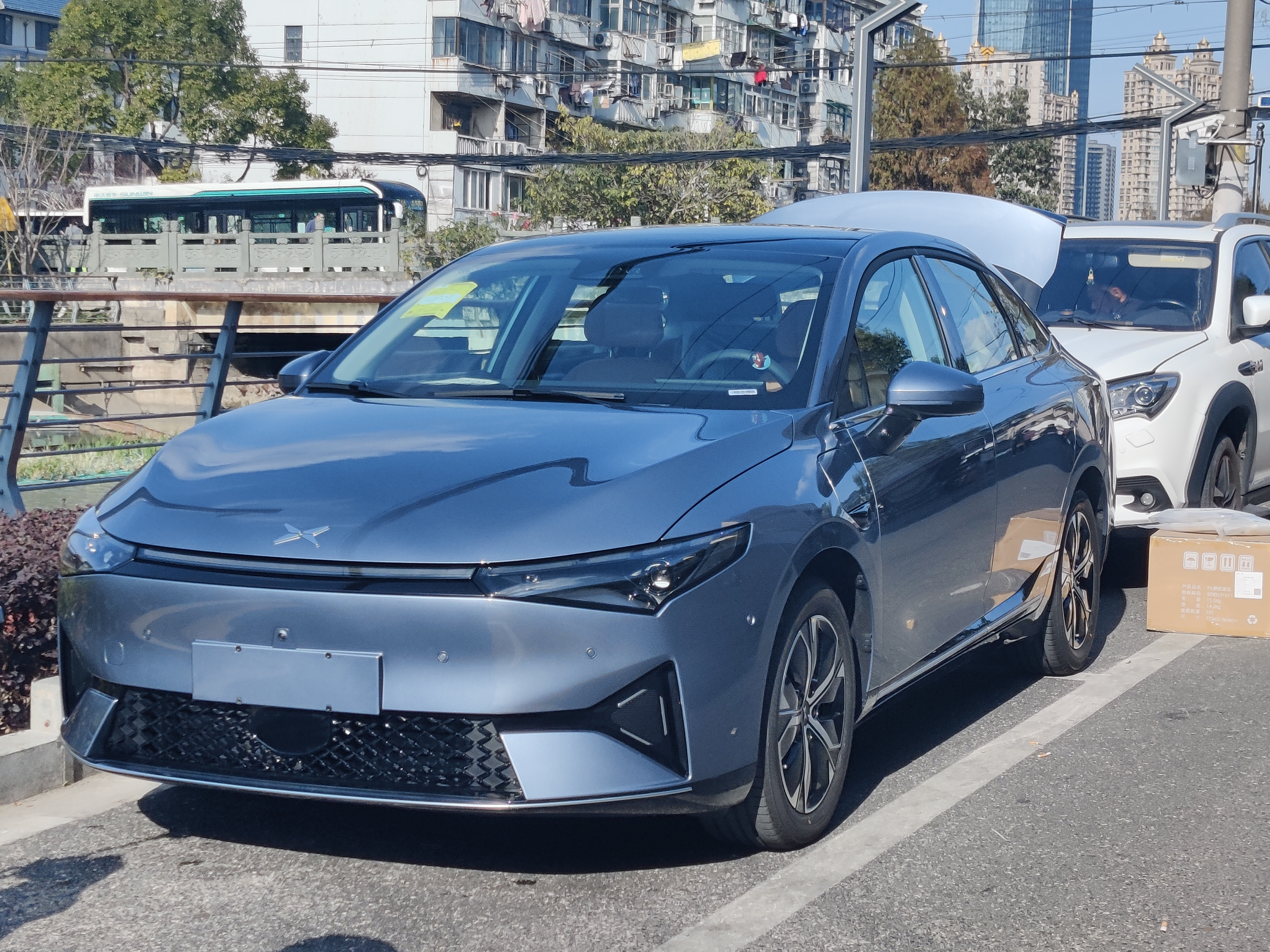
XPeng P5.

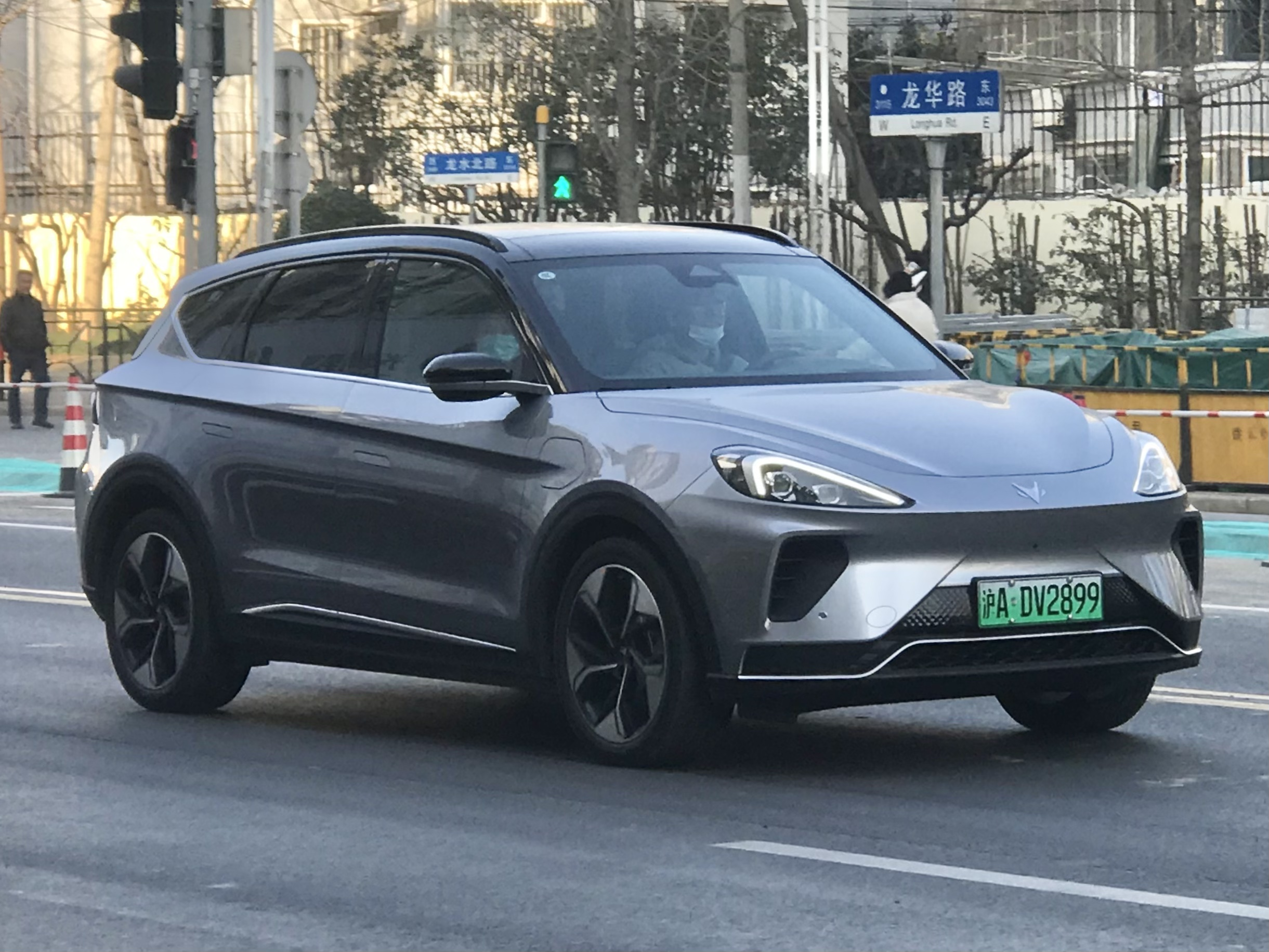
ArcFox α-T.

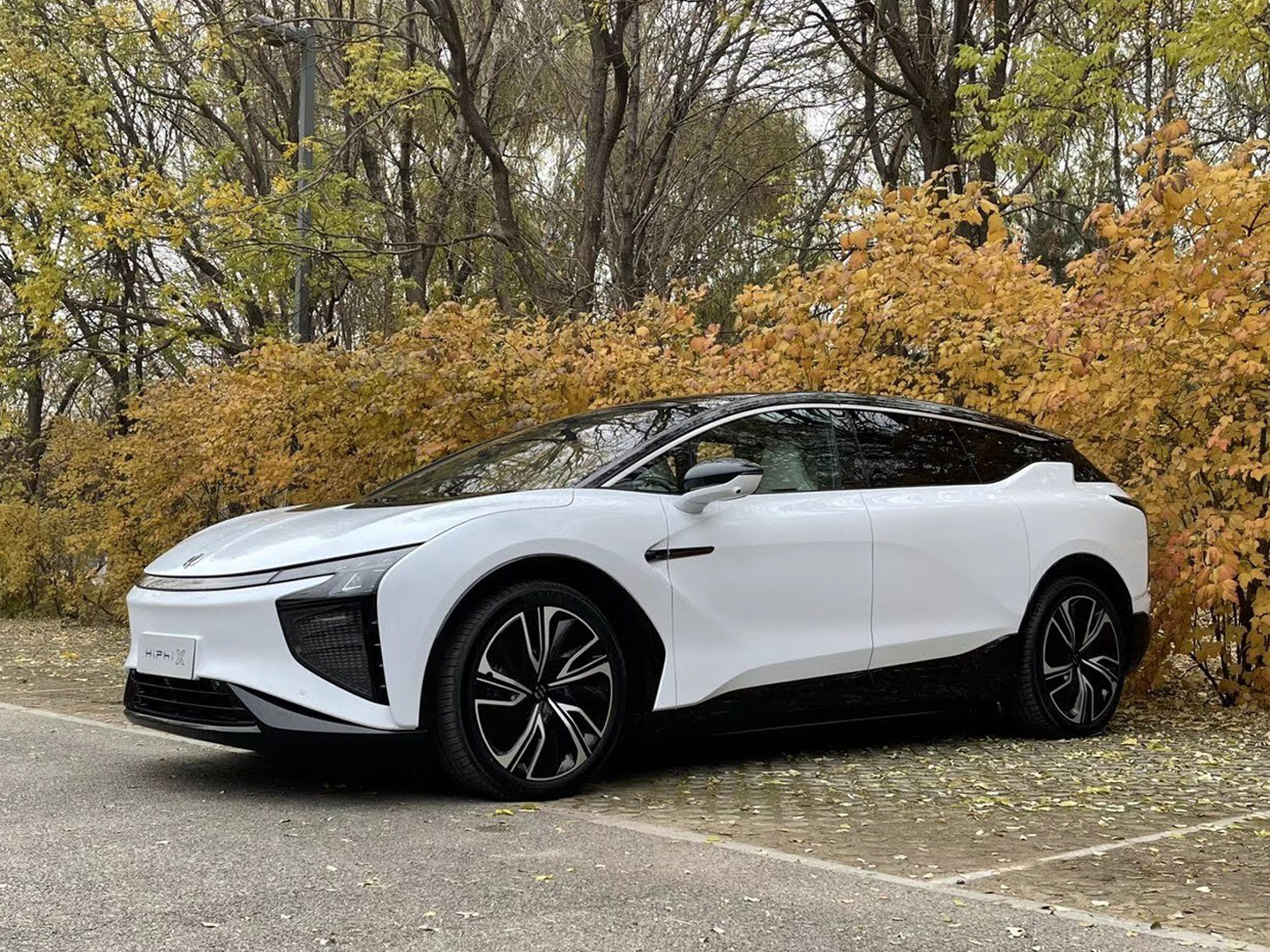
Hi Phi X.

A China incentiva o desenvolvimento de veículos limpos e com baixo consumo de combustível em um esforço para sustentar o crescimento contínuo da indústria automobilística do país. Grandes cidades como Pequim e Xangai já exigem padrões de emissão Euro-3. Em 10 de março de 2008, Pequim tornou-se a primeira cidade a exigir que veículos leves atendessem ao padrão de emissão China-4, que era equivalente ao Euro-4. Pequim mudou seus padrões de emissão para os padrões de quinto estágio para veículos leves e pesados em janeiro de 2013 e agosto de 2015, respectivamente. Em 12 de abril de 2016, o Ministério da Proteção Ambiental (MEP) divulgou a proposta do padrão China-6 para serviços leves.

### Veículos elétricos (EV) e veículos com célula de combustível (FCV)
Devido aos sérios problemas de poluição do ar e ao tráfego cada vez maior, a produção de veículos com energia alternativa é uma área de forte foco para o governo chinês e, como resultado, várias políticas favoráveis ao NEV surgiram em nível nacional e local. Em muitas cidades, licenças gratuitas - caso contrário, uma despesa significativa para veículos tradicionais - são fornecidas para proprietários de veículos elétricos, juntamente com isenções para loterias de registro.
O Plano da Indústria Automotiva Chinesa, anunciado no principal site do governo central da China, disse que a China pretende criar capacidade para produzir 500.000 veículos de nova energia, como carros elétricos a bateria e veículos híbridos plug-in . O plano visa aumentar as vendas desses carros de nova energia para representar cerca de 5% das vendas de veículos de passageiros da China. O primeiro carro híbrido plug-in produzido em massa (BYD F3DM), minivan totalmente elétrica (BYD e6) e ônibus de longo alcance totalmente elétrico (BYD K9) são chineses.
As vendas de veículos de energia nova entre janeiro de 2011 e março de 2016 totalizaram 502.572 unidades, das quais mais de 92% foram vendidas entre janeiro de 2014 e março de 2016. Esses números incluem veículos comerciais pesados, como ônibus e caminhões de saneamento. Esses números incluem apenas veículos fabricados no país, pois as importações não estão sujeitas a subsídios do governo. Desde março de  2016, o estoque chinês de veículos elétricos plug-in consiste em 366.219 veículos totalmente elétricos (72,9%) e 136.353 híbridos plug-in (27,1%).
Uma atualização de setembro de 2018 da CNBC incluiu uma previsão de que a participação de mercado dos veículos elétricos da China crescerá 40% no curto prazo e que a China espera que as vendas anuais totais de veículos híbridos elétricos e elétricos a gasolina cheguem a 2 milhões até 2020. O governo estava incentivando a compra desses carros com um curto tempo de espera para uma nova placa e com descontos garantidos pelo governo de até 40% em veículos elétricos. Em 2018, os veículos de nova energia representaram cerca de 3% das vendas de carros novos na China; esperava-se que aumentasse para mais de 30% até 2030, de acordo com uma estimativa do japonês Mizuho Bank.
O país tem uma vantagem significativa sobre os outros. Cerca de dois terços das baterias de íon-lítio do mundo são fabricadas na China e as instalações de fabricação de veículos elétricos do país estão próximas da fonte desses componentes. Em outubro de 2018, a Tesla comprou um terreno para a construção de uma fábrica de veículos elétricos na área de Lingang, em Xangai.

## Vendas
O lucro das concessionárias de automóveis na China é bastante alto em comparação com o resto do mundo, na maioria dos casos 10%. Isso se deve supostamente ao 'preço de fatura não transparente' anunciado pelos fabricantes e aos prêmios que cobram pela entrega rápida. Devido à falta de conhecimento da maioria dos clientes, os revendedores podem vender complementos a preços muito mais altos do que no mercado de reposição.
Não há regulamentação por parte do governo ou associações, mas alguns varejistas são membros da China Automobile Dealers Association (CADA).

### Exportações

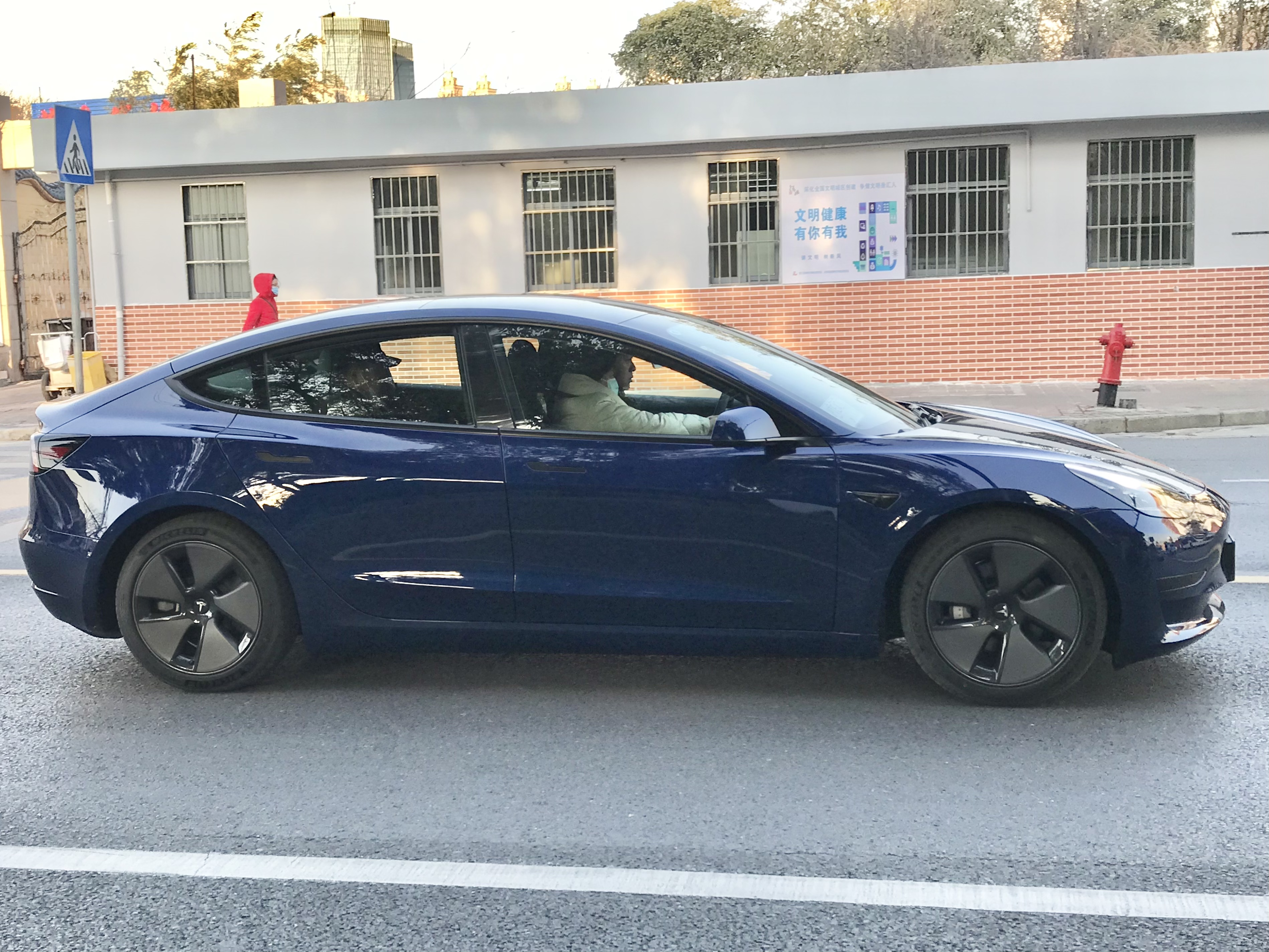
A Giga Shanghai constrói e exporta o Tesla Model 3.

Desde 2012, as exportações de automóveis chineses foram de cerca de 1 milhão de veículos por ano e aumentaram rapidamente. A maioria das vendas foi feita para economias emergentes como Afeganistão, Argélia, Brasil, Chile, Colômbia, Costa Rica, Equador, Egito, Iraque, Irã, Líbia, México, Coréia do Norte, Peru, Filipinas, Rússia, Arábia Saudita, África do Sul, ou a Turquia onde um automóvel fabricado na China, como Geely, Great Wall ou Chery, é vendido por cerca de metade do preço de um modelo comparável fabricado por uma marca multinacional como a Toyota.
A maioria dos carros fabricados na China é vendida dentro do país; em 2011, as exportações totalizaram 814,3 mil unidades. O mercado doméstico da China fornece aos fabricantes de automóveis uma base sólida e os planejadores econômicos chineses esperam construir empresas automobilísticas globalmente competitivas. Em 2017, o país exportou cerca de 891 mil veículos. Naquele ano, o valor das exportações foi de quase US$ 70 bilhões em autopeças e US$ 14 bilhões em automóveis, enquanto as importações totais (peças e veículos) totalizaram cerca de US$ 90 bilhões.